# Sokolovac
 Ovo je glavno značenje pojma Sokolovac. Za druga značenja pogledajte Sokolovac (razdvojba).
Sokolovac je općina u Hrvatskoj. Nalazi se u Koprivničko-križevačkoj županiji.

## Zemljopis
Općina Sokolovac smještena je u sjeverozapadnom dijelu Republike Hrvatske smještena dijelomično u regijama Podravina, istočnim dijelom Bilogora i južnim dijelom Prigorje. U bivšoj SFRJ teritorijalno je pripadala općini Koprivnica. U sastavu je Koprivničko-križevačke županije s još 21 općinom i 3 grada. 
Općina Sokolovac sa svoje sjeverne strane graniči s Općinom Rasinja, s istočne i sjeveroistočne strane s Gradom Koprivnica, sa zapadne i jugozapadne strane s Gradom Križevci, a na jugu s Općinom Zrinski Topolovac koja je u sastavu Bjelovarsko-bilogorske županije.

## Stanovništvo
Prema popisu iz 2001. godine u općini Sokolovac živi 3.964 stanovnika. U samom naselju Sokolovac je, prema istom popisu, 566 stanovnika. Kao veća naselja mogu se izdvojiti Velika Mučna (363), Lepavina (279), Srijem (222) i Mali Grabičani (208).
Po narodnostima, u općini Sokolovac najveći dio čine Hrvati (83,50%), zatim Srbi (11,68%), Slovenci (0,25%), Albanci (0,18%) i Bošnjaci (0,15%). Ostali su neizjašnjeni ili pripadaju nekim drugim narodnostima.
| broj stanovnika | 3266  | 3437  | 4215  | 4661  | 5004  | 5485  | 5445  | 6360  | 6214  | 6416  | 6715  | 5751  | 5013  | 4366  | 3964  | 3417  | 2789  |
|                 | 1857. | 1869. | 1880. | 1890. | 1900. | 1910. | 1921. | 1931. | 1948. | 1953. | 1961. | 1971. | 1981. | 1991. | 2001. | 2011. | 2021. |

| broj stanovnika | 201   | 237   | 568   | 419   | 419   | 480   | 566   | 605   | 589   | 599   | 685   | 601   | 600   | 547   | 566   | 464   | 381   |
|                 | 1857. | 1869. | 1880. | 1890. | 1900. | 1910. | 1921. | 1931. | 1948. | 1953. | 1961. | 1971. | 1981. | 1991. | 2001. | 2011. | 2021. |

## Uprava
Općina Sokolovac se sastoji od 32 naselja. Općinski načelnik zastupa Općinu i nositelj je izvršne vlasti. Bira se na neposrednim tajnim izborima zajedno sa zamjenikom. Mandat općinskog načelnika i zamjenika općinskog načelnika traje 4 godine. Općinsko vijeće je predstavničko tijelo građana, sastoji se od 15 članova izabranih na izborima.

## Povijest
Sokolovac se ranije zvao Kukavica. Osnovan je u vrijeme Vojne krajine. Gušća naseljenost ovih krajeva datira s prijelaza 16. na 17. stoljeće u vrijeme postojanja Vojne krajine. Sokolovac se spominje kao središte Sokolovačke kumpanije ili satnije koja je bila u sastavnom dijelu Đurđevačke regimente ili pukovnije. Stanovnici Vojne krajine bili su graničari ili krajišnici koji su zaslužni što je Srednja Europa ostala zaštićena od napada Osmanskog carstva.Vojna krajina imala je različite i nejedinstvene organizacije uprave. Ovi krajevi kao i veći dio Podravine pripadali su pod Varaždinski generalat koji je organizacijski bio podijeljen na četiri kapetanije (Đurđevačka, Koprivnička, Križevačka i Ivanićka) s različitom veličinom i brojem stanovnika. 1745. Varaždinski generalat bio je reorganiziran u novi sustav regimentskih uprava: Križevačku i Đurđevačku regimentu.Varaždinski generalat i Đurđevačka pukovnija ukinuti su zajedno s pripadajućim satnijama 1871. godine i pripojeni civilnom dijelu Hrvatske pod vlašću hrvatskog bana i sabora. 

## Gospodarstvo
Stanovništvo općine Sokolovac bavi se većinom stočarstvom i malim obrtništvom. Ne postoje uvjeti za neku veću proizvodnju jer nema izgrađenih cesta niti vodovoda. Nekoliko gospodarstvenika u središtu Sokolovca bavi se preradom drveta. Za pokretanje gospodarstva potrebna su velika ulaganja. Kroz Sokolovac prolazi željeznica.

## Poznate osobe
- Geralda Jakob
- Aleksandar Licht
- Vinko Lovreković
- Vlatka Pokos

## Spomenici i znamenitosti
Na području Sokolovačke općine, točnije, iznad sela Gornja Velika nalazi se Ivinin vrh (309 m), najviši vrh Bilogore (vidi: Rajčevica).

## Obrazovanje
[nedostaje izvor]

## Kultura
[nedostaje izvor]
- manastir Lepavina

## Šport
- NK Sokol Sokolovac
- NK Bilogora Gornja Velika

### Ostale udruge
- Vatrogasna zajednica općine
- HNK Sokol
- NK Bilogora
- Društvo žena Sokolovac
- Podružnica umirovljenika Sokolovac
- Općinsko društvo Crvenog križa
- Udruga "Sveti Vid"